# 狩野舞子
狩野 舞子（かのう まいこ、1988年7月15日 - ）は、日本の元女子バレーボール選手。マネジメント契約先はスポーツビズ。夫はWEST.の桐山照史。

## 来歴
東京都三鷹市出身。父親は中央大学から実業団で活躍したバレーボール選手、母親は八王子実践高校から東京女子体育大学で活躍した選手、次姉の狩野美雪も選手というバレーボール一家で育ち、自身も三鷹市立第四小学校4年生の時に三鷹市の大沢スポーツクラブでバレーボールを始める。幼稚園の頃から頭一つ大きく、小学6年生の時には既に身長が174cmあった。
八王子実践中時代には、全国都道府県対抗中学バレーボール大会の東京都代表に選ばれ、中学3年生でアテネオリンピック全日本代表候補18人の中の一人に選ばれた（中学生が選ばれたのは中田久美以来24年ぶり）。しかし、成長期であるこの頃から、骨の成長に背中の筋肉の発達が追いつかないことが原因である腰痛に苦しむことになり、結局アテネオリンピックの代表になることはできなかった。八王子実践高校に進学後、1年生エースとして春高バレー等で活躍、2年生からはキャプテンとして常に腰痛と戦いながらチームを率いた。
2007年に美雪が所属する久光製薬スプリングスに入団。2007/08プレミアリーグでは開幕戦スタメンデビューを果たしたが、2008年2月23日の日立佐和戦で右アキレス腱断裂のケガを負い、2008年度全日本代表候補入りはできなかった。2009年4月、全日本女子代表メンバーに登録された。
2010年1月20日、左アキレス腱を断裂。7月に久光製薬を退団し、怪我の治療に専念することになる。同年8月30日、スポーツビズとマネジメント契約を締結。9月、全日本代表に追加選出された。
2010年11月11日、イタリアセリエA1のパヴィーアに入団し、同月27日の開幕戦でセリエA1デビューを果たした。
2011年6月のモントルーバレーマスターズで2年ぶりに全日本に復帰し、同大会で日本の初優勝に貢献。同年10月、トルコリーグのベシクタシュに移籍した。
2012年6月、ロンドンオリンピックの代表メンバーに選出された。本大会で全日本女子は28年ぶりの銅メダルを獲得したが、自身の大会通算総得点は3点に終わった。同月末、契約満了のためベシクタシュを退団。
2012年9月15日、2年振りとなる久光製薬への復帰とセッターへのポジション転向が発表された。
2015年6月30日、久光製薬は引退を発表。
2016年1月に全日本バレーボール高等学校選手権大会（春の高校バレー）のフジテレビの中継で解説を担当した。同年7月、V・プレミアリーグに昇格したPFUブルーキャッツに入団しスパイカーとして現役復帰。
2018年4月23日、PFUは引退を発表。5月2日の黒鷲旗グループリーグ・金蘭会戦が現役最後の試合となった。

## 人物
- 犬を飼っており、インスタグラムに載せたりしている[14]。
- 姉の狩野美雪が監督を務めるデフバレーボール女子日本代表の練習パートナーを務めることがある[15]。
- 私生活では2025年1月3日、WEST.の桐山照史と結婚したことを桐山が自身の所属事務所の公式サイトで発表した[16]。

## 球歴
- 全日本代表 - 2009-2012年
- 全日本代表としての主な国際大会出場歴
  - オリンピック - 2012年 銅メダル
  - ワールドカップ - 2011年

## 所属チーム
- 八王子実践中
- 八王子実践高校
- 久光製薬スプリングス（2007-2010年）
- パヴィーア（イタリア語版）（2010-2011年）
- ベシクタシュ（2011-2012年）
- 久光製薬スプリングス（2012-2015年）
- PFUブルーキャッツ（2016-2018年）

## 受賞歴
- 2009年 - 第58回黒鷲旗全日本選抜バレーボール大会 敢闘賞、ベスト6
- 2012年 - 上月スポーツ賞[17]

## 個人成績
Vプレミアリーグレギュラーラウンドにおける個人成績は下記の通り。
| シーズン | 所属     | 出場 | 出場   | アタック | アタック | アタック | アタック | ブロック | ブロック | サーブ | サーブ | サーブ | サーブ | レセプション | レセプション | 総得点 | 備考 |
| -------- | -------- | ---- | ------ | -------- | -------- | -------- | -------- | -------- | -------- | ------ | ------ | ------ | ------ | ------------ | ------------ | ------ | ---- |
| シーズン | 所属     | 試合 | セット | 打数     | 得点     | 決定率   | 効果率   | 決定     | /set     | 打数   | エース | 得点率 | 効果率 | 受数         | 成功率       | 総得点 | 備考 |
| 2007/08  | 久光製薬 | 17   | 66     | 219      | 84       | 38.4%    | %        | 18       | 0.27     | 197    | 15     | 7.61%  | 17.4%  | 134          | 65.7%        | 117    |      |
| 2008/09  | 久光製薬 | 20   | 72     | 492      | 174      | 35.4%    | %        | 22       | 0.31     | 246    | 15     | 6.10%  | 12.3%  | 154          | 73.4%        | 211    |      |
| 2009/10  | 久光製薬 | 4    | 1      | 2        | 0        | 0.0%     | %        | 0        | 0.00     | 1      | 0      | 0.00%  | 25.0%  | 0            | 0.0%         | 0      |      |
| 2012/13  | 久光製薬 | 28   | 24     | 2        | 0        | 0.0%     | %        | 0        | 0.00     | 17     | 0      | 0.00%  | 10.3%  | 0            | 0.0%         | 0      |      |
| 2013/14  | 久光製薬 | 26   | 68     | 1        | 1        | 100.0%   | %        | 5        | 0.07     | 59     | 2      | 3.39%  | 13.3%  | 1            | 0.0%         | 8      |      |
| 2014/15  | 久光製薬 | 3    | 2      | 0        | 0        | 0.0%     | %        | 0        | 0.00     | 3      | 0      | 0.00%  | 8.3%   | 0            | 0.0%         | 0      |      |
| 2016/17  | PFU      | 19   | 57     | 166      | 49       | 29.5%    | %        | 5        | 0.09     | 123    | 6      | %      | 14.3%  | 163          | 65.0%        | 60     |      |

## アドバイザリースタッフ契約先
- ミズノ